# 约阿希姆·弗里切
约阿希姆·弗里切（德語：Joachim Fritsche，1951年10月28日—），德国前男子足球运动员，场上位置是后卫。他曾代表东德国家队参加1974年国际足联世界杯，结果队伍止步第二轮。